# Grigorijs Panteļejevs
Grigorijs Panteļejevs (* 13. November 1972 in Gastello, Russische SFSR) ist ein ehemaliger lettischer Eishockeyspieler.

## Karriere
Grigorijs Panteļejevs begann seine Spielerkarriere im Nachwuchs von Dinamo Riga. In der Spielzeit 1990/91 spielte er das erste Mal für die erste Mannschaft Dinamos in der sowjetischen Eishockeyliga. Im Frühjahr 1992 veranstalteten die Boston Bruins ein Scouting-Camp in Lettland. Da Panteļejevs die Verantwortlichen der Bruins überzeugen konnte, wählten sie ihn beim NHL Entry Draft 1992 in der sechsten Runde an 136. Stelle aus. Gleich in der folgenden Saison gab er sein Debüt in der NHL und absolvierte insgesamt 39 NHL-Spiele, in denen ihm acht Tore und sechs Assists gelangen. In den restlichen Saisonspielen ging er für die Providence Bruins in der American Hockey League auf das Eis. Bis 1995 spielte er für die Boston Bruins und die Providence Bruins, bevor er als Free Agent einen Vertrag bei den New York Islanders unterzeichnete. Allerdings wurde er nur in vier NHL-Spielen eingesetzt und spielte ansonsten bei den Utah Grizzlies in der International Hockey League. Weitere Stationen in der IHL waren Las Vegas Thunder, Orlando Solar Bears und San Antonio Dragons.
Im Sommer 1999 unterzeichnete er einen Vertrag bei den Hannover Scorpions, für die er in der DEL 21 Tore und 30 Assists erzielte. Nach diesem Engagement in Deutschland wechselte er erst in die russische Superliga zu Lokomotiv Jaroslawl, dann zum Södertälje SK nach Schweden, später zum EHC Olten und schließlich zum HK Riga 2000. In der folgenden Spielzeit wechselte er zunächst zum finnischen Erstligisten Pelicans, kehrte aber nach 40 Spielen nach Riga zurück. Über den IFK Arboga kam er 2005 zum HK Dmitrow, wechselte aber kurze Zeit später zum EV Zug bzw. HC Martigny. Das Saisonende 2005/06 absolvierte er in Italien für den HC Bozen. In der Spielzeit 2006/07 spielte er wieder für Martigny, am Saisonende verstärkte er jedoch den SG Pontebba. Im Sommer 2007 unterzeichnete er einen Einjahresvertrag beim österreichischen Zweitligisten EK Zell am See.
Im Februar 2008 gab der deutsche Zweitligist EV Landsberg 2000 die Verpflichtung von Panteļejevs bekannt. Der Stürmer kam auf Empfehlung von Olegs Znaroks, laboriert aber zunächst noch an einer Verletzung und gab erst Ende Februar sein Debüt für Landsberg. Am Saisonende beendete er seine Karriere.
Seit 2013 ist Panteļejevs Trainer beim HK Rostow.

## International
Grigorijs Panteļejevs spielte bisher bei neun Weltmeisterschaften sowie den Olympischen Winterspielen 2002 und 2006 für die lettische Eishockeynationalmannschaft.